# Papa Susso
Papa Susso, né le 29 septembre 1947, est un griot gambien né à Sotuma-Sere (Gambie). Joueur de kora, il mène une carrière internationale, principalement aux États-Unis, fonde dans son village natal le Centre Koriya pour la recherche sur la tradition orale, et vit à New York.

## Biographie

### Origines et premiers métiers
Alhaji Papa Bunka Susso nait dans le village de Sotuma-Sera, à 300 km à l'est de Banjul, dans une famille de jalolu (griots mandingues). Son grand-père, selon une série d'interviews qu'il a donnée, était le conseiller du roi Alfa Molo Baldey, dans la zone actuelle de Fuladu East (division d'Upper River) avant de devenir, à la mort de ce dernier, le conseiller de son fils, Musa Molo. Un de ses oncles, Bamba Susso, était célèbre pour ses talents de musicien, mais aussi pour sa version de l'épopée de Soundiata Keïta, qui fut retranscrite en anglais par le chercheur Gordon Innes en 1974. Son père, Bunka Susso (1894-1996), était lui-même jali et agriculteur. Sa mère, l'une des 4 épouses de son père, qui avait divorcé des deux premières et fut veuf de la troisième, eut 8 enfants dont 4 survécurent. 
Sur l'insistance de l'instituteur et de son oncle maternel chez qui il va vivre, Papa Susso fréquente l'école primaire de Bakadaji de 1953 à 1960, puis entame ses études au Lycée de l'Armitage, à Georgetown. Il en sort diplômé en 1965, et passe peu après l'examen de jaliya, à la demande de son père qui lui impose de chercher les matériaux pour construire une kora, puis de la fabriquer et d'y jouer des morceaux devant un jury de maitres-griots. 
Il devient fonctionnaire pendant 6 mois au sein du ministère de l'agriculture gambien avant qu'un ami libérien de son père le convainque, lui et sa famille, d'aller étudier à l'Université Cuttington, dont il sort diplômé en 1969  en administration des entreprises,.
Il occupe ensuite différents emplois, tout d'abrd à la Chase Manhattan Bank à Monrovia, puis à partir de 1972 à l'ambassade de Gambie au Sierra Leone, à Freetown, où il est attaché financier puis officier de liaison. Après une période d'allers retours entre le Libéria et le Sierra Leone, il rentre en 1981 en Gambie où il est nommé chef comptable au ministère des Travaux publics et de la communication. Il trouve ses revenus insuffisants, et décide d'exercer en tant que griot, métier où il sait pouvoir faire carrière. En 1984, il démissionne donc et fonde le Manding music and dance company, un groupe avec qui il se produit dans les hôtels de Banjul.

## Carrière de musicien
La même année, en 1984, il effectue une tournée de 6 mois en Angleterre sur l'invitation du chercheur ayant publié l'épopée de son oncle, devient joueur principal de kora dans le Ballet national de Gambie, et, au retour d'une tournée en Jamaïque, passe 5 jours à New York, où il rencontre entre autres Robert Browning, fondateur de l'Institut mondial de la musique. Il revient une première fois aux États-Unis en 1985 pour donner quelques concerts, puis pendant 18 mois à partir de 1985, dans l'espoir d'y lancer sa carrière. Les concerts qu'il parvient à donner avec l'aide de différents universitaires lui permettent de vivre et de dégager quelques économies malgré l'attitude de son premier manager qu'il accuse d'avoir détourné des fonds. Il revient encore en 1988, donne des centaines de concerts dans le milieu universitaire qu'il fréquente assidument, ainsi que quelques conférences. À la suite de différentes rencontres, il fait en 1990, au Carnegie Hall, l'ouverture en solo de l'oratorio American Classic African Portraits d'Hannibal Peterson, dans lequel il intervient aussi comme instrumentiste. Recruté par le groupe d'Hannibal Peterson, il l'accompagne dans une tournée tout d'abord américaine, dont à Chicago sous la direction de Daniel Barenboïm, à Baltimore, Detroit, Kalamazoo, San Antonio, Saint-Louis et la Nouvelle-Orléans, puis à Hambourg et Tokyo, ce qui lui permet de se confronter avec 29 orchestres philharmoniques différents,.
Par la suite, il continue à se produire dans des universités en tant que musicien et conférencier, et joue pour plusieurs chefs d'État en visite aux États-Unis. 

## Centre Koriya pour la recherche sur la tradition orale
Alerté par Rodéric Knight, un professeur de l'Oberlin College sur la disparition progressive des griots et de la tradition orale dans les zones rurales gambiennes en raison des migrations urbaines, il décide de lancer un centre de recherche sur la tradition orale à Sotuma-Sere, le Koriya Musa Research Center, qui fait aussi office de centre de formation, de studio d'enregistrement et de salle de concert.

## Vie privée
Papa Musso est de confession musulmane. T. Hale parle en 2004 de sa volonté de faire venir ses enfants, résidant en Gambie, aux États-Unis, afin qu'ils y fassent leurs études, objectif qu'il n'a pu jusqu'alors réaliser en l'absence de green card.

## Discographie
- A Gathering Of Elders, 1993[8] ;
- Papa Susso: Traditionnal Kora Music from Gambia, 2003, Respite records ;
- Sotuma-Sere, 2003, Traditionnal Crossroads CD 4317.